# Disequazione trigonometrica
In matematica, le disequazioni trigonometriche o goniometriche sono disequazioni del tipo {\displaystyle f(x)<g(x)} oppure {\displaystyle f(x)>g(x)} in cui almeno una delle funzioni {\displaystyle f(x)} e {\displaystyle g(x)} contenga l'incognita come argomento di una funzione trigonometrica (come ad esempio il seno, il coseno, la tangente, l'arcotangente, ecc.).
Non è una disequazione trigonometrica ad esempio {\displaystyle 6x^{2}-7x+\sin \left({\frac {\pi }{8}}\right)>0,} dal momento che l'argomento del seno è una costante.

## Esempio
Un esempio di disequazione trigonometrica è:
{\displaystyle \sin x-{\frac {1}{2}}>0.}
Questa disequazione, molto elementare, si risolve facilmente sulla circonferenza goniometrica, cercando tutti i valori del seno maggiori di {\displaystyle {\frac {1}{2}}}, e cioè:
{\displaystyle {\frac {\pi }{6}}+2k\pi <x<{\frac {5\pi }{6}}+2k\pi ,} con {\displaystyle k\in \mathbb {Z} .}

## Metodi di risoluzione
I metodi risolutivi per una disequazione goniometrica dipendono dal tipo di disequazione; dato che le equazioni goniometriche possono essere elementari, lineari, omogenee, etc, così lo sono anche le disequazioni: se la disequazione è di tipo elementare (come nell'esempio sopra) può essere risolta con il metodo grafico utilizzando la circonferenza goniometrica; se è lineare, vengono usate le formule parametriche di seno e coseno, che consentono di esprimere entrambe queste due funzioni in dipendenza dalla tangente dell'angolo dimezzato, o il metodo di sostituzione; se sono omogenee si può ricorrere alla relazione fondamentale della trigonometria, cioè {\displaystyle \sin ^{2}x+\cos ^{2}x=1.} Naturalmente essa è utile in caso in cui la funzione trigonometrica abbia una potenza di ordine pari.
Si possono anche usare, a seconda dei casi e della convenienza, le formule di bisezione, di duplicazione, le formule di Werner e le formule di prostaferesi.

### Esempio
Si risolva la disequazione:
{\displaystyle \sin ^{2}x-\cos x-1<0.}
Basta porre {\displaystyle \sin ^{2}x=1-\cos ^{2}x,} e la disequazione da risolvere diventa {\displaystyle \cos ^{2}x+\cos x>0,} che si risolve normalmente ponendo ad esempio {\displaystyle \cos x=y.} Bisogna quindi trovare le soluzioni di {\displaystyle y^{2}+y>0,} che è risolta per {\displaystyle y<-1\lor y>0.} Per concludere basta riportare al posto della {\displaystyle y} il coseno di {\displaystyle x,} il che diventa:
{\displaystyle \cos x<-1\lor \cos x>0.}
Tenendo conto del fatto che il coseno è una funzione limitata tra {\displaystyle -1} e {\displaystyle 1} e quindi {\displaystyle \cos x<-1} non ha soluzioni, le soluzioni sono {\displaystyle -{\frac {\pi }{2}}+2k\pi <x<{\frac {\pi }{2}}+2k\pi ,} con {\displaystyle k\in \mathbb {Z} .}